# Weiser Dawidek

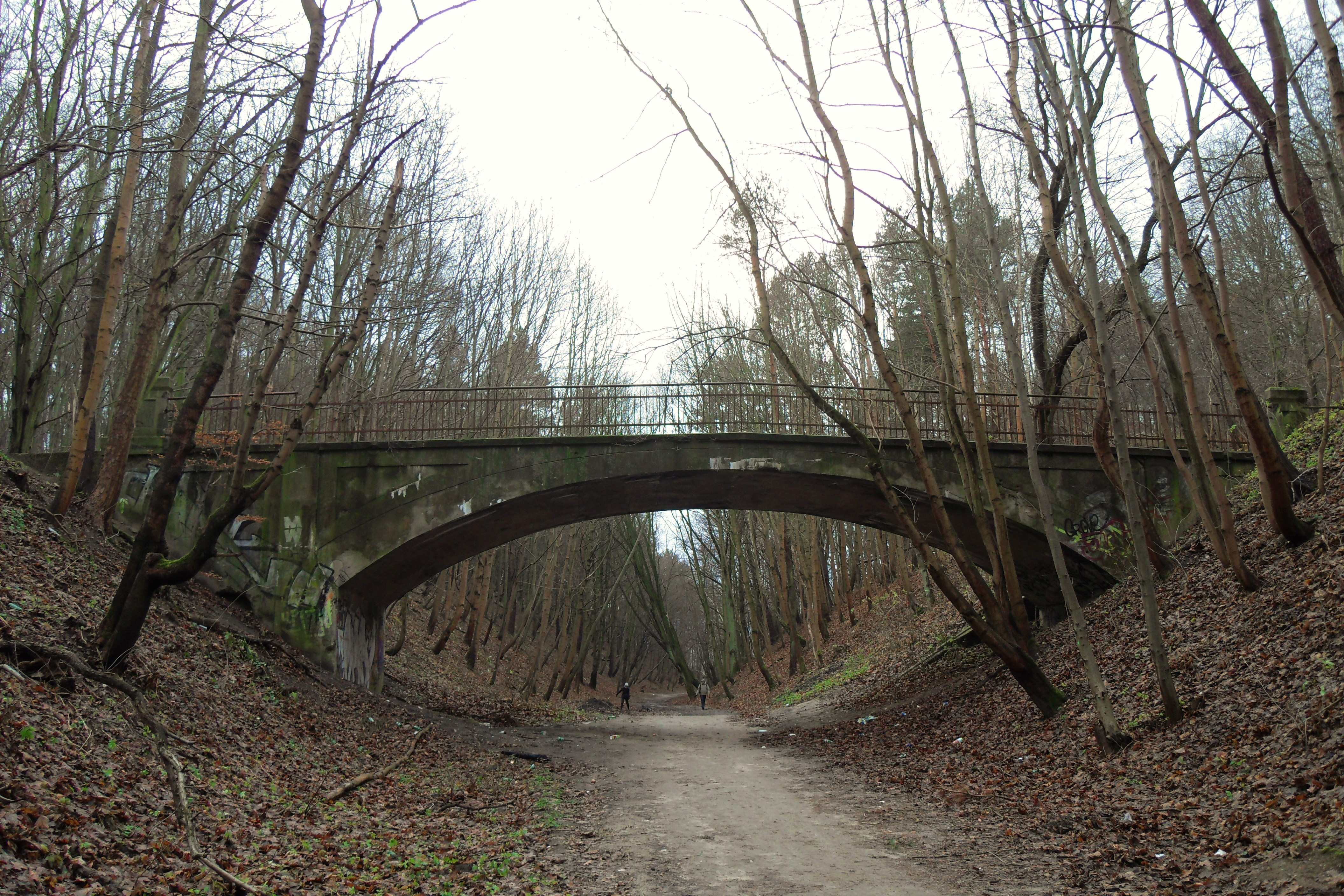
Wiadukt Weisera – jeden z najbardziej znanych zachowanych wiaduktów dawnej kolei kokoszkowskiej w Gdańsku, zburzony 5 czerwca 2013 w związku z budową linii PKM

Weiser Dawidek – debiutancka powieść Pawła Huellego, uważana za najważniejszą w jego dorobku. Ukazała się w listopadzie 1987. Doczekała się kilku wydań i tłumaczeń na języki obce.

## Treść
Historia zagadkowego zniknięcia trzynastoletniego chłopca żydowskiego pochodzenia. Za sprawą dorosłego narratora (Hellera) czytelnik przenosi się do czasu jego dzieciństwa i spotkań z Weiserem, aż do momentu zniknięcia chłopca. Tajemnica dzieciństwa staje się rodzajem obsesji dorosłego dawnego uczestnika zabaw. Brak racjonalnego wyjaśnienia wypadków sprzed lat prowadzi Hellera do podjęcia śledztwa w celu rozwiązania dawnej zagadki poprzez skonfrontowanie własnych wspomnień ze wspomnieniami innych uczestników zabaw. Zaginiony Weiser ujarzmiał zwierzęta, lewitował i prowadził eksperymenty pirotechniczne. Dla Hellera i innych dzieci było to pierwsze zetknięcie się z czymś zakazanym, tajemnicą, czymś co wymyka się osądowi rozumu i wprowadza niepewność.

## Opinie krytyki
Powieść zebrała wiele pozytywnych ocen krytyki – Jan Błoński chwalił ją za wieloznaczność i szeroki zakres tematyczny (Duch opowieści i wąs Stalina, „Tygodnik Powszechny”), Agnieszka Czachowska uznała ją za jedną z lepszych współczesnych powieści politycznych (Studnia tajemnic, „Twórczość”), Jerzy Jarzębski dostrzegał w postaci tytułowego bohatera kontaminację wszystkich typowych polskich cech i tęsknot (Czytanie Weisera Dawidka, „brulion”). Pojawiały się także opinie krytyczne – Bogdan Twardochleb ganił nieudaną konstrukcję utworu, wynikającą według niego z prób objęcia zbyt dużego zakresu tematycznego (Gdyby napisać inaczej..., „Nowe Książki”), natomiast Leszek Bugajski pisał, że powieść jest co prawda dobrze napisana, ale wtórna (Literatura uśpiona, „Życie Literackie”).

## Nagrody
Utwór zdobył Nagrodę Młodych przyznawaną przez miesięcznik „Literatura” w 1987, natomiast w 1988 Paweł Huelle otrzymał za niego Nagrodę Fundacji im. Kościelskich.

## Adaptacje
- W 2000 powieść została zekranizowana przez Wojciecha Marczewskiego pt. Weiser,
- Siergiej Korniuszczenko dokonał adaptacji powieści dla Teatru im. Stefana Jaracza w Olsztynie w 2004[4].